# Blitzschutzerdung
Als Blitzschutzerdung bezeichnet man die Erdung einer Blitzschutzanlage. Die Blitzschutzerdung hat die Aufgabe, den von der Fangvorrichtung fließenden Blitzstrom sicher in die Erde abzuleiten.

## Grundlagen
Ein in der Blitzschutzanlage einschlagender Blitz verursacht einen elektrischen Strom mit einem durchschnittlichen Scheitelwert von 20 Kiloampere. Bei einem Erdungswiderstand von 10 Ohm entsteht im Blitzableiter für einen Zeitraum von 10 bis 50 Mikrosekunden eine Überspannung von 200 Kilovolt. Die extrem hohen Werte können zu Durchschlägen aufgrund von Fremdnäherung in die Elektroinstallation führen. Damit die hohen Blitzströme sicher ins Erdreich abgeführt werden können, muss die Erdung entsprechend ausgeführt sein. Die hohe Stromdichte des Blitzstromes erzeugt eine hohe elektrische Feldstärke, die im Erdreich elektrische Entladungen bewirkt, die den Erdungswiderstand im Bereich um die Erdungselektrode senken.

## Erderauslegung
Um die Blitzströme sicher in das Erdreich abzuleiten, muss die Erdungsanlage eine niedrige Impedanz besitzen. Während bei der Auslegung einer Erdungsanlage für Netzfrequenz die Induktivität der Erdungselektroden vernachlässigt werden kann, muss diese Induktivität bei der Blitzschutzerdung berücksichtigt werden. Obwohl der Wert der Induktivität mit einem Mikrohenry pro Meter Erderlänge relativ klein ist, hat die Induktivität bei Blitzströmen aufgrund des schnellen Anstiegs des Blitzstromes einen starken Einfluss auf die wirksame Erderlänge und führt zu einem hohen induktiven Spannungsabfall. Der vom Erderanschluss entfernt liegende Teil des Erders wirkt nur noch in begrenztem Maße bei der Blitzstromableitung mit. Der Erdungswiderstand nimmt bei Blitzströmen gegenüber den mittels Erdungsmessung gemessenen Werten zu. Der Maximalwert des Blitzstromes und die Höhe des spezifischen Erdungswiderstandes bestimmen die Höhe des Stoßausbreitungswiderstandes. Ab der so genannten kritischen Länge wirkt sich eine weitere Verlängerung der Erderelektrode nicht mehr auf den Erdungswiderstand aus.

## Verwendbare Erder
Als Erder für die Blitzschutzerdung können Fundamenterder und andere im Erdreich eingebettete Metallteile, wie die Bewehrungen von Stahlbetonfundamenten, verwendet werden. Spundwände und Stahlteile von Stahlskelettbauwerken können ebenfalls benutzt werden. Aktive Rohrleitungen dürfen demgegenüber nicht mehr verwendet werden. Alternativ kann ein geschlossener Ringerder vorgesehen werden. Dieser wird in einem Abstand von einem Meter in einer Tiefe von wenigstens 50 Zentimetern rings um das zu schützende Gebäude im Erdreich verlegt. In Frage kommen auch Einzelerder mit einer Mindestlänge von 20 Metern und als Tiefenerder ausgeführte Staberder mit einer Mindestlänge von neun Metern. Da sich der Stoßausbreitungswiderstand des Erders ab einer Erderlänge von 30 Metern nicht mehr wesentlich reduziert, kann zur Verringerung des Erdungswiderstandes eine Parallelschaltung von mehreren kürzeren Einzelerdern in Betracht kommen. Damit sich die Erder nicht gegenseitig in ihrer Wirksamkeit beeinflussen, soll der Abstand der Einzelerder mindestens so groß sein wie die wirksame Erderlänge. Liegen die einzelnen Erder näher zueinander, ist der tatsächliche Gesamtausbreitungswiderstand der Erder größer als der berechnete Wert.

## Ausführung der Erderanlage
Auf die Form und Abmessung der Erderanlage muss besonders geachtet werden. Damit die Erdungsanlage lange funktionsfähig bleiben kann, müssen die Erder so geschützt werden, dass sie den korrosiven Einflüssen des Erdreichs widerstehen.
Die Verbindungen zum Erder müssen nach Möglichkeit über lösbare Trennstellen erfolgen, damit spätere Erdungsmessungen durchgeführt werden können. Wenn eine Verbindung zwischen dem Potentialausgleich des Gebäudes und der Blitzschutzerdung hergestellt wird, ist ein bestimmter Erdungswiderstand nicht vorgeschrieben. Wenn keine Verbindung besteht, darf der Erdungswiderstand in Ohm nicht größer sein als der fünffache Mindestabstand in Metern zwischen den oberirdischen Teilen der Blitzschutzanlage und anderen leitfähigen Teilen des Gebäudes. Als Potentialausgleich muss ein spezieller Blitzschutzpotentialausgleich vorgesehen werden.
Fundamente, die in bindigem Erdreich oder im Grundwasser liegen, werden in der Regel als Weiße- oder Schwarze Wannen ausgeführt. Dichtungsbahnen sowie Sohl- und Perimeterdämmungen im Kellerbereich wirken isolierend und verringern die Erdfühligkeit. In diesem Fall müssen zusätzliche Erder außerhalb der Dämmung und Dichtungsschichten vorgesehen werden.

## Vermaschte Erdungsanlagen
Während es bei Wohngebäuden ausreicht, diese einzeln zu erden, ist es bei Gebäuden von Kraftwerken und Industrieanlagen oftmals erforderlich, die Erdungen miteinander in spezieller Art und Weise elektrisch leitend zu verbinden. Durch leitende Verbindungen von benachbarten Gebäuden wird die Potentialdifferenz zwischen den Gebäuden erheblich vermindert. Dadurch erfahren elektrische und elektronische Verbindungsleitungen, die zwischen den Gebäuden verlaufen, eine deutlich geringere Spannungsbeanspruchung.
Die Erdungsanlage besteht in der Regel aus einem Ringerder, der um das jeweilige Gebäude verlegt ist. Zusätzlich wird ein maschenförmiges Erdungsnetz zwischen den Gebäuden verlegt. Die Erdungsmaschen werden im Abstand von zehn Metern an den jeweiligen Ringerder angeschlossen. Die Erdungsmaschen haben eine Länge von 20 bis 30 Metern und werden möglichst unmittelbar wieder an den Ringerder des benachbarten Gebäudes angeschlossen. Bei größeren Abständen der Gebäude zueinander werden die einzelnen Erdungsmaschen an speziellen Knotenpunkten miteinander verbunden. In Kraftwerken wird das Maschenerdungsnetz aus Kupferseilen erstellt, die je nach Bodenbeschaffenheit mit Zinn, Zink oder Blei überzogenen sein können. Durch die Vermaschung der Erdungen wird die Leitfähigkeit der Erdungsanlage für den Blitzstrom erhöht, der über eine größere Fläche in das Erdreich eintreten kann. Der Blitzstrom wird über mehrere Verbindungen um das jeweilige Gebäude herumgeführt.

## Hochspannungsfreileitungen

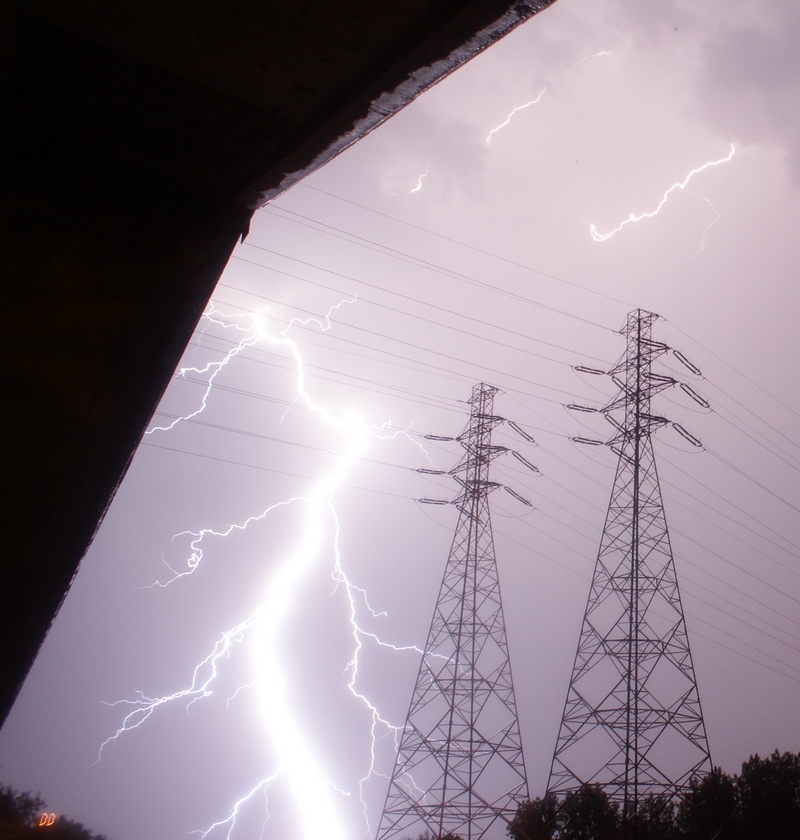
Hochspannungsfreileitungen mit je zwei Erdseilen im oberen Mastbereich

Hochspannungsfreileitungen sind aufgrund ihrer Höhe besonders durch Blitze gefährdet. Der Blitz kann bei Freileitungen entweder direkt in einen der Hochspannungsmasten oder in einen der Außenleiter einschlagen. Um Freileitungen weitestgehend vor Blitzeinschlägen zu schützen, werden zwei Arten von Blitzschutzerdungen angewandt. Um Blitzeinschläge sicher gegen Erde abzuleiten, werden die Masten an den Fußpunkten mit möglichst niedrigem Ausbreitungswiderstand geerdet. Der Ausbreitungswiderstand hängt von der Bodenbeschaffenheit und von nichtlinearen Vorgängen im Erdreich ab. Dabei bestimmt die Mastgeometrie den Stoßwiderstand des Mastes. Anhand der Beschaffenheit des Bodens werden als Erder entweder Tiefenerder oder Strahlenerder eingesetzt. Steigt die Bodenfeuchtigkeit in zunehmender Tiefe, so sind Tiefenerder etwa 1,5 mal so wirksam wie Strahlenerder. Allerdings darf die maximal wirksame Erderlänge nicht überschritten werden. Bei anderen Böden werden Strahlenerder verwendet. Für den Schutz der Außenleiter wird am obersten Punkt der Freileitung ein Erdseil von Mastspitze zu Mastspitze gespannt. Die Wirksamkeit der Erdseile hängt von der Höhe ab, in der die Erdseile über dem Erdboden hängen. Bei entsprechender Konstruktion und Auslegung der Erdseile werden Blitzeinschläge über das Erdseil abgeleitet, bevor sie einen Außenleiter erreichen können.